# 슈퍼 대시 문고
슈퍼 대시 문고(일본어: スーパーダッシュ文庫)는 슈에이샤에서 간행되고 있는 라이트 노벨 레이블이다. 2000년 7월 14일 창간했다.

## 개요
슈에이샤가 1991년부터 간행하고 있었던 슈퍼 판타지 문고를 보유하고 있었으나, 2000년에 슈퍼 대시 문고가 창간된 이후 슈퍼 판타지 문고는 역할을 마치고 2001년 4월에 휴간하게 된다. 같은 해 신인발굴의 장으로서 슈퍼 대쉬 소설 신인상을 개최한다.
대표작으로 《R.O.D》, 《해피 세븐》, 《은반 컬라이더스코프》, 《쿠레나이》, 《아키칸!》, 《알기 쉬운 현대마법》, 《싸우는 사서》, 《길 잃은 고양이 오버런!》이 있으며 이 작품들은 애니메이션화되어 방송되었다.
슈에이샤의 만화잡지인 〈울트라 점프〉와 연결되어 있기 때문에 R.O.D, 아키칸!과 같은 만화화 작품을 내보낸다. 2007년 만화잡지인〈점프스퀘어〉의 창간 이후에는 점프스퀘어에서 《쿠레나이》, 《알기 쉬운 현대마법》, 《길 잃은 고양이 오버런!》이 만화화되고있다.
컴퓨터 게임의 소설화 작품으로는 반다이 남코 게임스의 테일즈 시리즈를 원작으로 한 소설은 패미통 문고의 야지마 사라, 슈퍼 대시 문고의 유우키 쇼가 집필하고 있다. 또한 성인 게임 타이틀도 소수지만 간행하고 있다.
대만의 칭원 출판 집단이 슈에이샤와 독점 계학을 체결해 2007년부터 菁英文庫(Elite Novels)라는 레이블명으로 번체자 중문판을 간행하고 있다.

## 같이 보기
- 슈에이샤
- 코발트 문고